# Barada
Barada (în arabă بَرَدَىٰ / ALA-LC: Baradā) este râul principal al Damascului, capitala Siriei.

## Etimologie

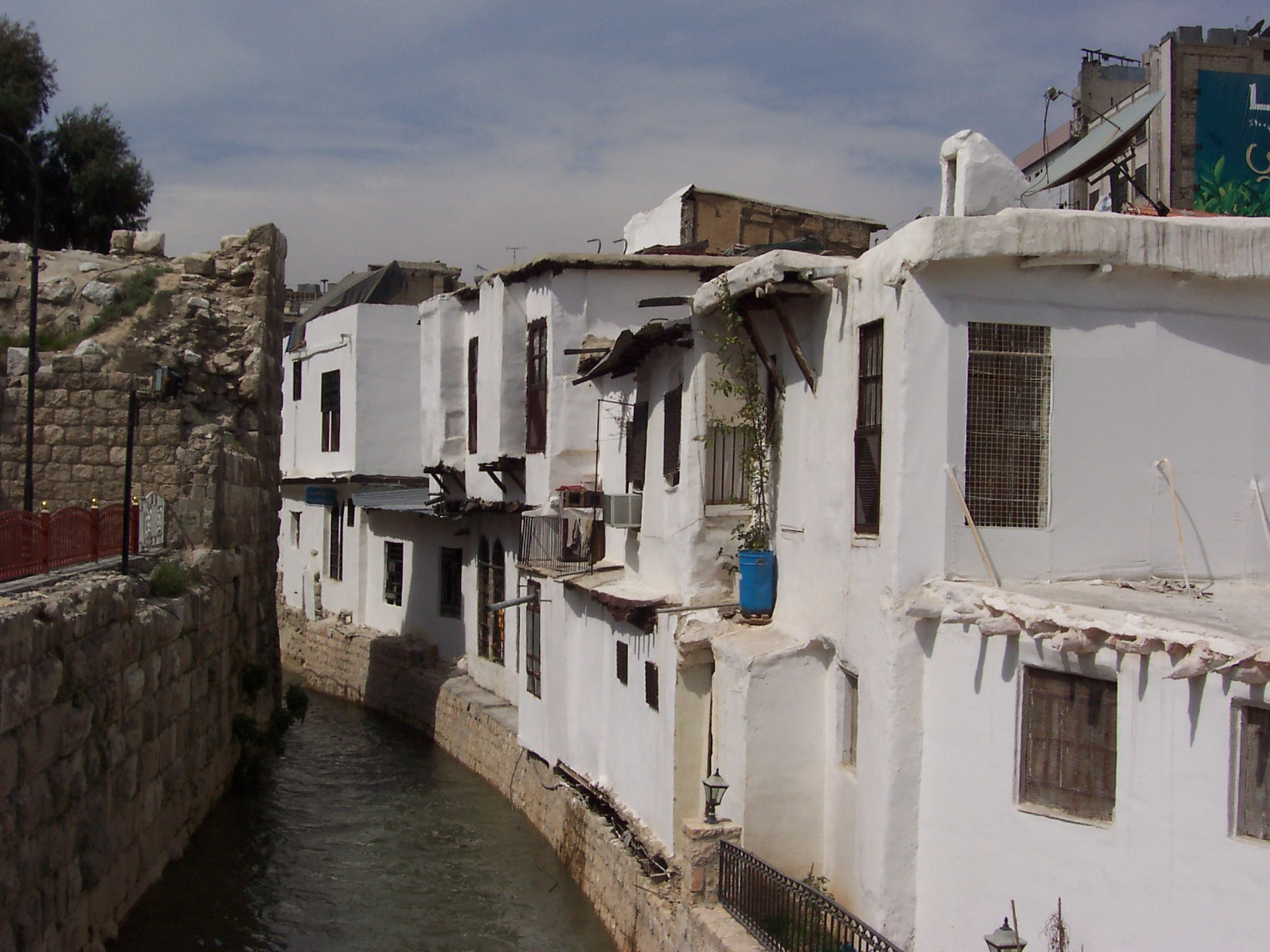
Râul Barada lângă Cetatea Damascului, 2006

„Barada” este considerat a fi derivat din cuvântul barid, care înseamnă „rece” în limbi semitice. Numele grecesc antic (în greacă Χρυσορρόας, transliterat: Chrysorrhoas, înseamnă „pârâiaș cu aur”).

## Topografie și sursă
De-a lungul regiunii de platou arid de la est de Damasc, oaze, pâraie și câteva râuri minore care se golesc în mlaștini și lacuri mici oferă apă pentru irigații locale. Cel mai important dintre acestea este Barada, un râu care se izvorăște din Munții Anti-Liban și dispare în deșert. Barada curge din izvorul carstic al Ain al-Fijah, apoximativ la 27 kilometri (17 mi) nord-vest de Damasc, în Munții Anti-Liban, dar adevărata sa sursă este Lacul Barada, un mic lac care este, de asemenea, un izvor carstic situat la aproximativ 8 kilometri (5,0 mi) de la Zabadani. Barada coboară printr-un canion abrupt, îngust numit „Rabwe” înainte de a ajunge la Damasc, unde se împarte în șapte ramuri care irigă  oaza Al Ghutah (الغوطة), locația Damascului. În cele din urmă Ghouta a ajuns la o dimensiune de 370 de kilometri pătrați, deși în anii 1980, creșterea urbană a început să înlocuiască utilizarea agricolă cu locuințe și industrie. Râul a suferit, de asemenea, de secetă severă în ultimele decenii, în principal din cauza de precipitațiilor mai scăzute și a creșterii mari a populației din zonă. De asemenea, suferă de probleme grave de poluare, în special în timpul verii, când nu există aproape nici un debit și puțină apă în bazin.

## Mențiune biblică
Barada este identificată ca Abana (sau Amanah, în Qere și Ketiv variație în Tanakh și Ioan Damaschinul) clasic, care este cel mai important dintre cele două râuri din Damasc, Siria și a fost menționată în Cărțile Regilor. Pe măsură ce Barada curge din Anti-Libanus, și scapă din munți printr-un defileu îngust, se desprind ca un evantai, în canale sau râuri, din al cărui nume, râul Banias, păstrează o urmă de Abana.
John MacGregor, care oferă o descriere a acestora în cartea sa Rob Roy despre Iordan, a afirmat că, ca o lucrare de inginerie hidraulică, sistemul și construcția canalelor, prin care Abana și Pharpar au fost folosite pentru irigații, ar putea fi considerate una dintre cele mai complete și mai extinse din lume. În Biblie, Naaman exclamă că Abana și Pharpar sunt mai mari decât toate apele din Israel.

## Galerie

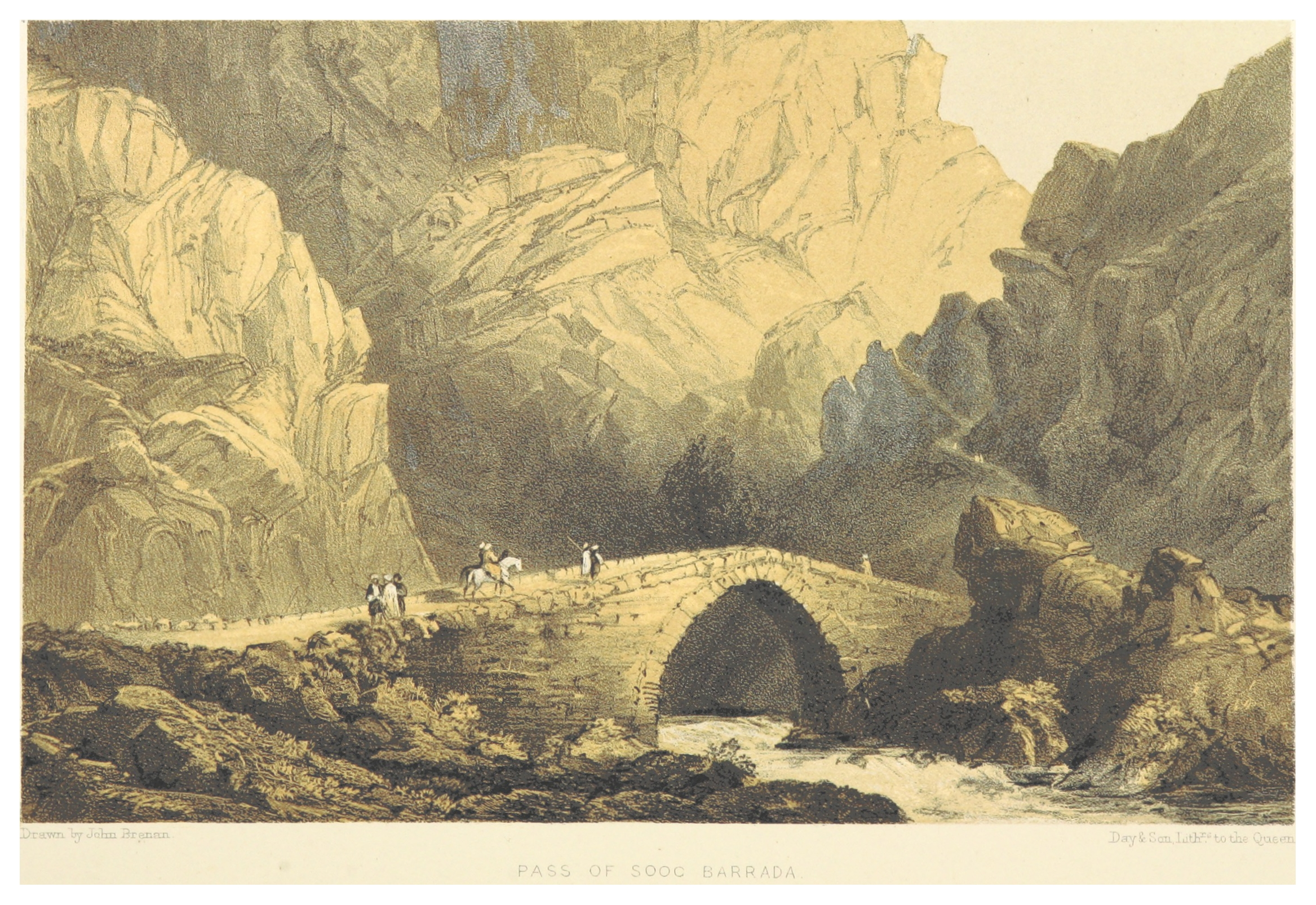
Valea superioară a Baradei în Munții Anti-Liban în 1855
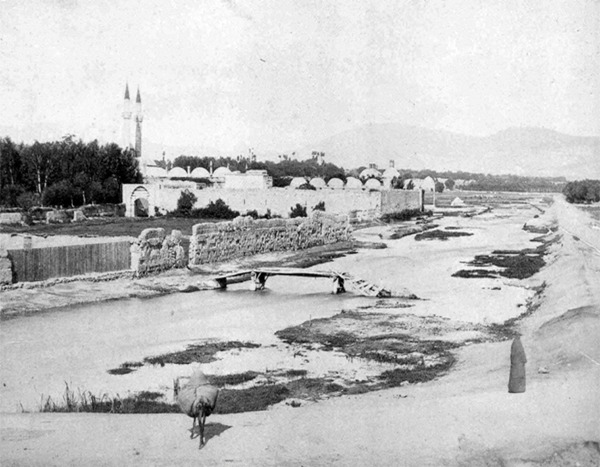
Râul Barada în 1868
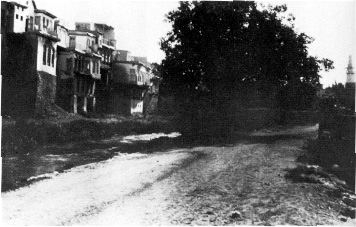
Râul Barada în jurul anului 1930
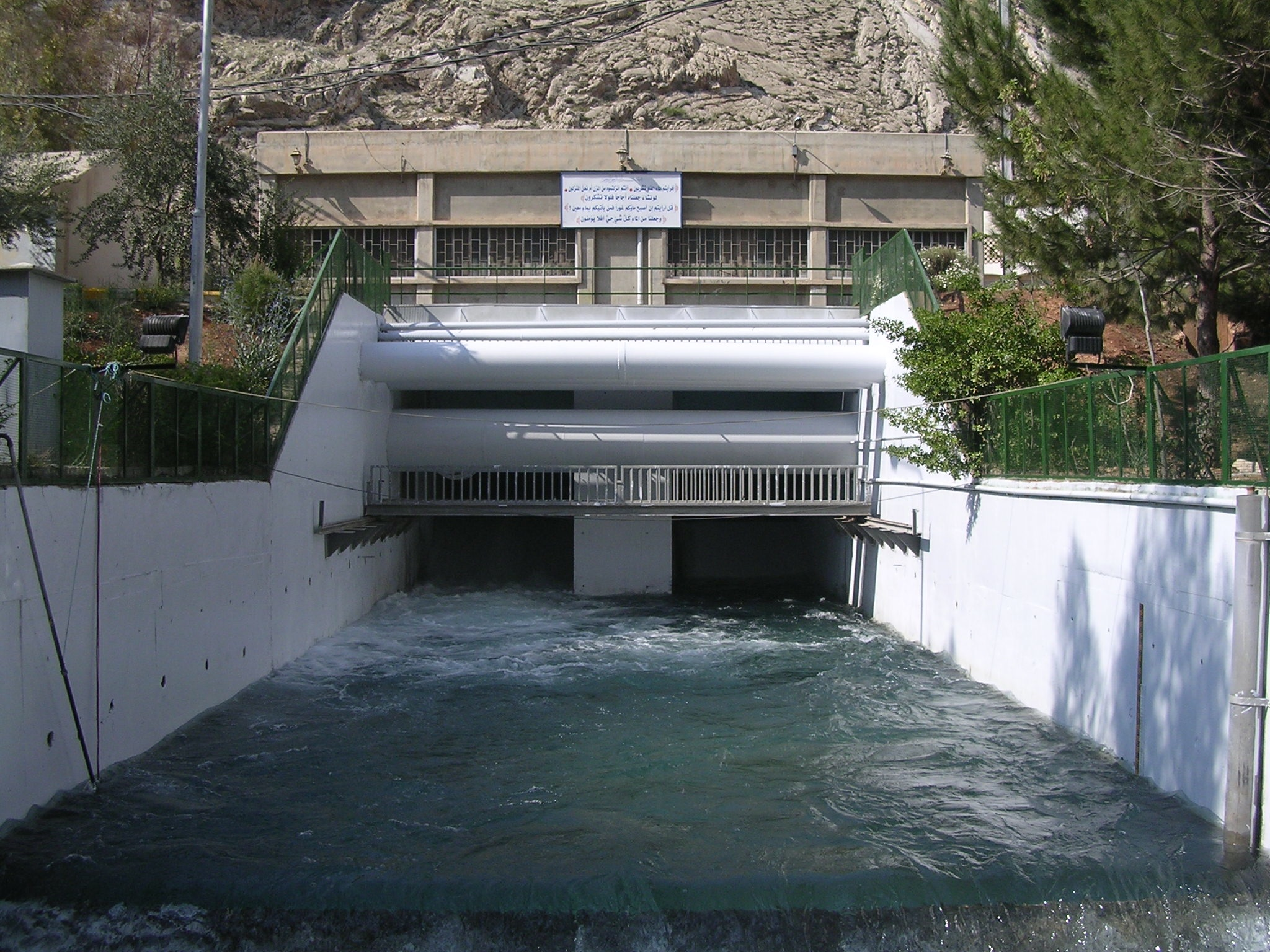
Izvorul Feeja în 2007
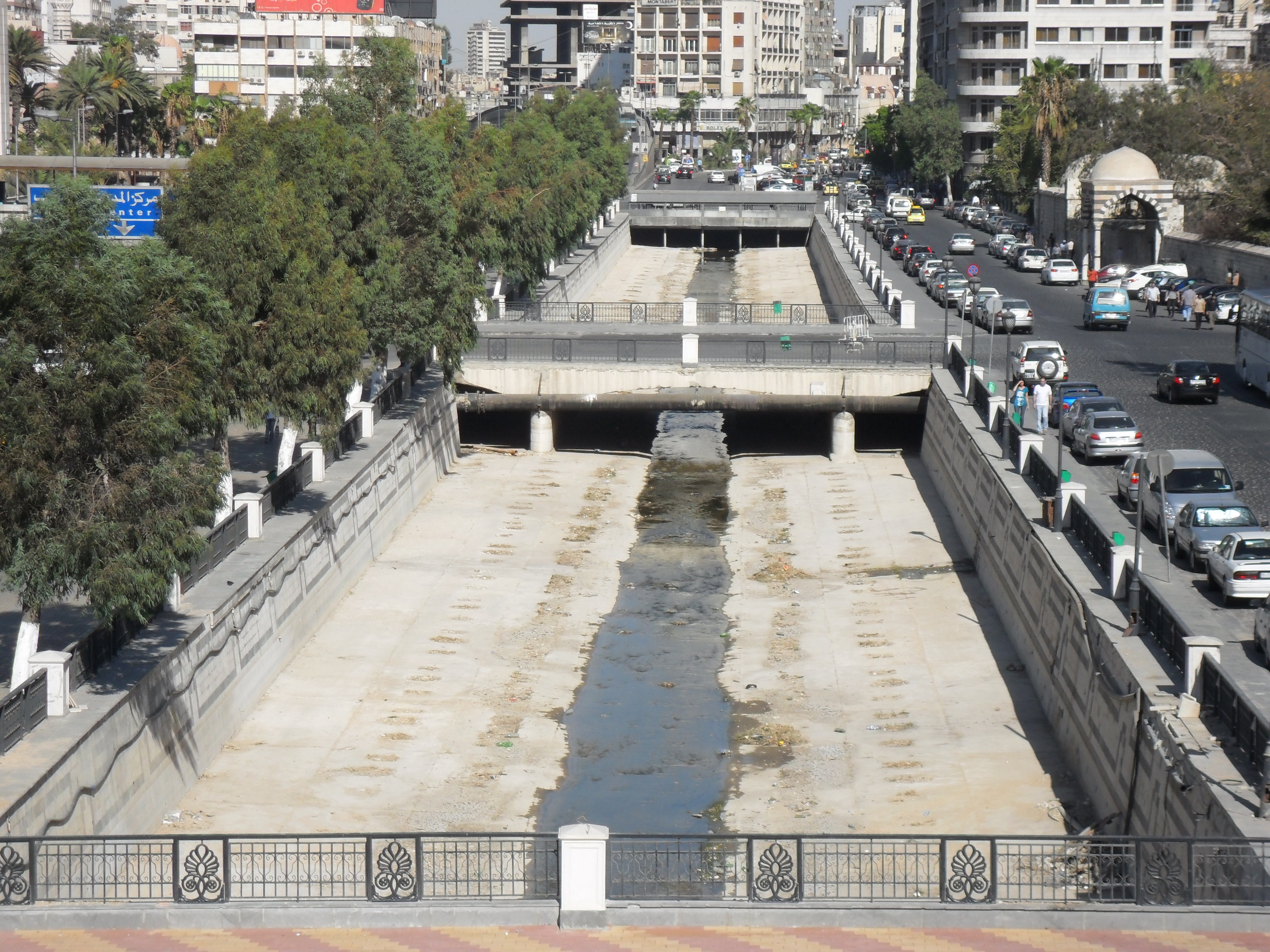
Râul Barada în august 2010
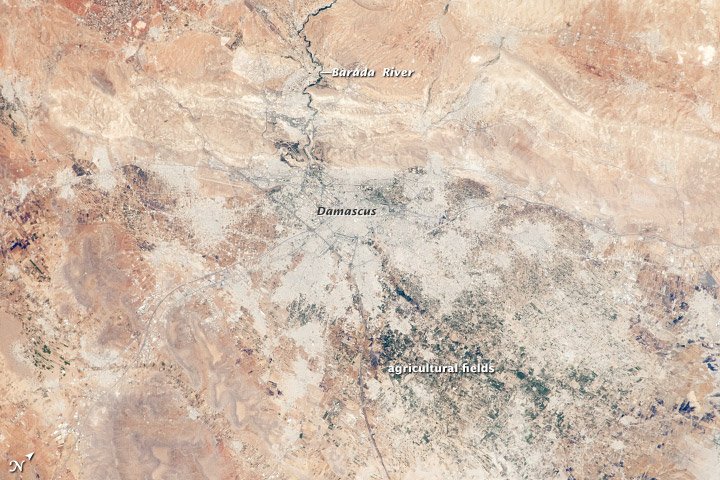
Vedere a Baradei și Damascului cu împrejurimile, așa cum se văd din spațiu în 2013